# Roosendaal en Nispen
Roosendaal en Nispen is een voormalige gemeente in Noord-Brabant, die is ontstaan uit de lage heerlijkheden Roosendaal en Nispen.
In 1996 telde Roosendaal en Nispen 63.844 inwoners. De gemeente had een oppervlakte van 57,66 km². In 1997 werd in het kader van de gemeentelijke herindeling van Noord-Brabant de gemeente opgeheven en ingedeeld in de nieuw gevormde gemeente Roosendaal.